# Battaglia di Boulogne (1940)
La battaglia di Boulogne venne combattuta tra il 22 e il 25 maggio 1940 a Boulogne-sur-Mer in Francia, nell'ambito dei più vasti eventi della campagna di Francia della seconda guerra mondiale.
Dopo il fallimento del contrattacco franco-britannico ad Arras del 21 maggio 1940, il XIX. Armeekorps tedesco del generale Heinz Guderian ricevette il compito di catturare i porti di Boulogne, Calais e Dunkerque sulla costa della Manica per impedire l'evacuazione degli accerchiati reparti degli Alleati; il contrattacco aveva tuttavia causato un temporaneo ritardo nei movimenti dei tedeschi, consentendo a un contingente di truppe britanniche sotto il comando del generale William Fox-Pitt di sbarcare a Boulogne dall'Inghilterra e rinforzare la piccola guarnigione francese, agli ordini del generale Pierre Lanquetot. Il primo attacco alla città sferrato dalla 2. Panzer-Division tedesca il pomeriggio del 22 maggio venne quindi respinto.
Gli attacchi tedeschi ripresero all'alba del 23 maggio, ricacciando progressivamente gli Alleati dentro la città. Nel pomeriggio del 23 maggio Fox-Pitt ricevette l'ordine di iniziare l'evacuazione delle sue truppe; una flottiglia di cacciatorpediniere britannici sfidò i bombardamenti dell'artiglieria e degli aerei tedeschi per portare via quante più truppe possibile dal porto. I difensori francesi asserragliati nella parte alta della città non poterono essere contattati dai britannici, e solo la mattina del 24 maggio il generale Lanquetot si rese conto che le truppe di Fox-Pitt se ne erano andate. I francesi e gli sbandati britannici rimasti resistettero fino al 25 maggio e poi si arresero.

## Antefatti
Boulogne-sur-Mer, Calais, Dunkerque e Dieppe sono porti sul lato francese della Manica, collocati vicino alla parte più stretta del canale. Boulogne è situata alla foce del fiume Liane, dal corso veloce e serpeggiante attraverso una valle: il porto si trova su un'area pianeggiante su entrambi i lati del fiume, ben edificato e con strade ripide in salita verso la città vecchia (Haute Ville o "la Cittadella"). Le dolci colline creano accessi nascosti al porto e offrono un'altura dominante a un attaccante, in particolare la cresta del Mont St. Lambert. Durante la "strana guerra" (settembre 1939 - 10 maggio 1940), la British Expeditionary Force (BEF) era stata rifornita attraverso porti collocati più a ovest, come Le Havre e Cherbourg, ma gli scali collocati nella parte più stretta del canale entrarono in uso una volta che le barriere di mine navali furono posate nella Manica alla fine del 1939, in modo da ridurre la necessità di navi da trasporto e unità di scorta grazie al tragitto più breve. Quando a dicembre 1939 iniziò la concessione di licenze per i soldati della BEF, Boulogne venne utilizzata per le comunicazioni e per gli spostamenti delle truppe.
Il 10 maggio 1940 i tedeschi diedero inizio all'operazione Fall Gelb ("Caso Giallo"), l'offensiva contemporanea contro Francia, Belgio e Paesi Bassi. Nel giro di pochi giorni, i tedeschi ottennero uno sfondamento nel centro del fronte francese vicino a Sedan e si spinsero verso ovest lungo la valle del fiume Somme. Mentre la BEF si ritirava attraverso il Belgio nella Francia settentrionale, i britannici iniziarono a evacuare la manodopera in eccesso, non più necessaria visto l'accorciamento delle linee di comunicazione, attraverso gli scali di Boulogne e Calais; il 17 maggio il tenente generale Douglas Brownrigg, aiutante generale della BEF, spostò il quartier generale di retrovia (GHQ) da Arras a Boulogne, senza informare i suoi ufficiali di collegamento francesi. I rapporti tra i comandanti franco-britannici erano stati buoni fino allo sfondamento tedesco sulla Mosa, dopo il quale gli ufficiali di stato maggiore britannici iniziarono a temere di essere tagliati fuori dalla costa, presero a disprezzare gli ufficiali di collegamento francesi e a trattenere per sé le informazioni. Il gruppo di collegamento francese lasciò Boulogne dopo un raid aereo della Luftwaffe nella notte tra il 19 e il 20 maggio, e raggiunse Abbeville appena prima delle avanguardie nemiche.

Carta della Francia nord-orientale con indicate le direttrici delle offensive tedesche tra il 21 maggio e il 4 giugno 1940

La difesa di Boulogne era responsabilità della Marine nationale francese, che manteneva una guarnigione di 1100 uomini nei forti del XIX secolo collocati attorno al porto; il capitano di vascello Dutfoy de Mont de Benque comandava le truppe. Otto cannoni antiaerei britannici da 94 mm del 2nd Heavy Anti-Aircraft Regiment, otto mitragliatrici del 58th Light Anti-Aircraft Regiment e una batteria di proiettori del 2nd Searchlight Regiment erano arrivati a Boulogne dall'Inghilterra il 20 maggio; i francesi avevano due cannoni da campo da 75 mm, due cannoni anticarro da 25 mm e due carri armati, uno dei quali era tuttavia inutilizzabile. Il 21 maggio gli elementi principali del XIX. Armeekorps tedesco, posto al comando del General der Panzertruppe Heinz Guderian, catturarono Abbeville alla foce della Somme, tagliando fuori le truppe alleate nella Francia settentrionale e in Belgio dalle loro basi più a sud; i porti della Manica divennero l'unico mezzo per rifornire e, se necessario, evacuare le forze degli Alleati..
Nelle prime ore del 21 maggio, Dutfoy ordinò alla guarnigione navale francese di ritirarsi dietro le spesse mura medievali della Haute Ville, a est del fiume Liane. Dutfoy ricevette dei resoconti allarmistici circa l'avvicinarsi di una grande forza tedesca, apparentemente provenienti dal generale Jean Pelissier de Féligonde, comandante del 137º Reggimento di fanteria, che era stato attaccato dai carri armati tedeschi a Hesdin, 48 chilometri a sud-est del porto. Dutfoy ordinò ai suoi uomini di sabotare l'artiglieria costiera dei forti e di dirigersi verso il porto per l'evacuazione; i suoi ordini furono rilanciati da altri ufficiali. Dutfoy partì per Dunkerque nelle prime ore del mattino e la disciplina crollò: un deposito navale fu scassinato e i saccheggiatori bevvero grosse quantità di alcolici qui tenute; per il suo comportamento, Dutfoy fu deferito alla corte marziale il 26 maggio. I civili ancora in attesa di un posto sulle navi di evacuazione iniziarono a farsi prendere dal panico, finché il capitano di fregata Poher, responsabile del settore marittimo delle difese, minacciò la folla con una pistola. Poher se ne andò alle 10:00 e il sabotaggio dei cannoni navali continuò. Alcuni degli uomini di Dutfoy riuscirono poi a contattare il viceammiraglio Marcel Leclerc, il vice comandante della guarnigione di Dunkerque, il quale ordinò di fermare il sabotaggio dei cannoni rimanenti e di conservarli per la difesa della città; in una visita a Boulogne la mattina presto del 22 maggio, Leclerc ordinò ai marinai di combattere e di attendere i soccorsi degli eserciti francese e britannico. L'ammiraglio Jean Abrial, il comandante francese a Dunkerque, ordinò ai marinai di «morire ai vostri posti uno per uno piuttosto che cedere».

## Forze in campo

### Gli Alleati
Un distaccamento di Royal Marines britannici arrivò a Boulogne la mattina presto del 21 maggio. La 20th Guards Brigade del generale di brigata William Fox-Pitt, composta dal 2º Battaglione delle Welsh Guards e dal 2° Battaglione delle Irish Guards, si stava addestrando in Inghilterra a Camberley quando ricevette, il 21 maggio, l'ordine di imbarcarsi per la Francia. Con la compagnia anticarro della brigata e una batteria del 69th Anti-Tank Regiment della Royal Artillery, le Guardie arrivarono a Boulogne la mattina del 22 maggio a bordo di tre navi mercantili e del cacciatorpediniere HMS Vimy, scortati dai cacciatorpediniere HMS Whitshed e HMS Vimiera. La 21e division d'infanterie francese del generale Pierre Louis Félix Lanquetot avrebbe dovuto allestire una linea di difesa tra Samer e Desvres, circa 16 chilometri a sud della città, dove erano già arrivati tre battaglioni. Ulteriori rinforzi britannici, tra cui un reggimento di carri armati, erano attesi da Calais per il giorno seguente.
Fox-Pitt schierò i suoi uomini sulle alture fuori dalla città, in collegamento con Lanquetot che prese il comando delle truppe francesi all'interno dell'abitato. Le Guardie irlandesi tenevano il fianco destro a sud-ovest, dal fiume a St. Léonard al mare a Le Portel, e le Guardie gallesi il fianco sinistro a nord-est del fiume, sulle pendici occidentali della cresta del Mont Lambert e sulle alture attraverso St. Martin Boulogne, formando un perimetro difensivo di 10 chilometri. Posti di blocco vennero stabiliti da un gruppo di circa cinquanta uomini del 7º Battaglione Royal West Kents arrivati da Albert; circa 100 uomini della 262nd Field Company dei Royal Engineers e i serventi dei pezzi antiaerei tenevano il fianco destro delle Guardie gallesi, lungo le strade che si avvicinavano da sud. Fox-Pitt aveva lasciato un varco nel perimetro tra il fianco sinistro dei gallesi e la costa per i rinforzi attesi da Calais. Nella città in attesa dell'evacuazione vi erano poi 1500 uomini del No 5 Group dell'Auxiliary Military Pioneer Corps (AMPC), un misto di riservisti richiamati e truppe parzialmente addestrate che lavoravano come braccianti, sotto il comando del tenente colonnello Donald Dean. Sotto il comando francese si trovavano le guarnigioni dei forti e alcune unità di addestramento francesi e belghe di limitato valore militare. Lanquetot aveva detto a Fox-Pitt che le forze francesi a Boulogne erano «piegate», dal che Fox-Pitt dedusse che erano pronte ad arrendersi.

### I tedeschi
Il contrattacco franco-britannico ad Arras portò i tedeschi a continuare ad attaccare a nord verso i porti della Manica piuttosto che a sud sulla Somme e, verso la fine del 21 maggio, l'Oberkommando des Heeres (OKH) ordinò al "Panzergruppe Kleist" di avanzare di circa 80 chilometri a nord per catturare Boulogne e Calais. Il timore di un altro contrattacco portò il comando del Panzergruppe a trattenere in riserva il XV. Armeekorps, a spostare una divisione del XLI. Armeekorps verso est e a distaccare la 10. Panzer-Division del XIX. Armeekorps per proteggersi da un contrattacco da sud; anche parti della 1. Panzer-Division del tenente generale Friedrich Kirchner e della 2. Panzer-Division del tenente generale Rudolf Veiel, entrambe formazioni del XIX. Armeekorps, furono trattenute per difendere le teste di ponte sulla Somme. Al resto della 2. Panzer-Division fu ordinato di avanzare verso Boulogne su una linea da Baincthun a Samer, con la 1. Panzer-Division sul fianco destro in movimento verso Desvres e Marquise a protezione in caso di un contrattacco da Calais.

## La battaglia

### 22 maggio

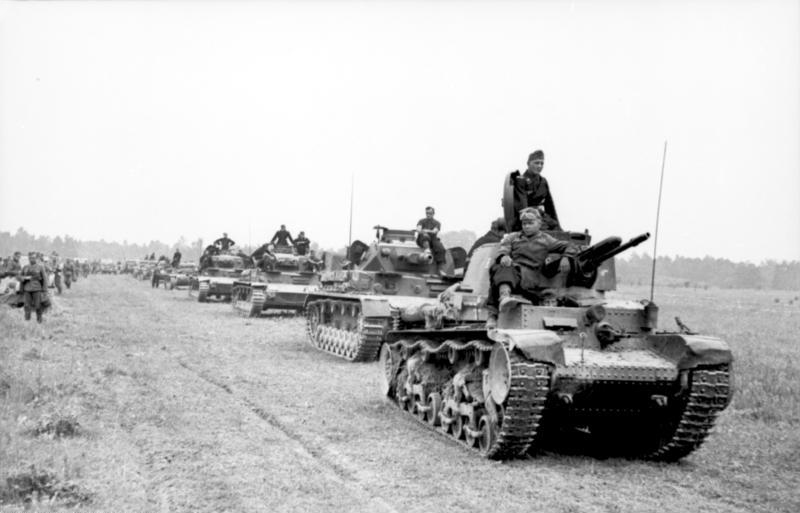
Una colonna di carri armati Panzer 35(t) e Panzer IV tedeschi durante le operazioni in Francia nel 1940

La 2. Panzer-Division formò due colonne, una per circondare la città e attaccare da nord e una per attaccare da sud. Nel primo pomeriggio del 22 maggio la colonna meridionale entrò in contatto per prima con il nemico, scontrandosi con la compagnia del quartier generale del 48° Reggimento di fanteria francese, le uniche truppe della 21e division d'infanterie che si trovavano tra i tedeschi e Boulogne. Gli impiegati, gli autisti e i trasmettitori francesi della compagnia quartier generale piazzarono due cannoni da campo da 75 mm e due cannoni anticarro da 25 mm per coprire l'incrocio stradale di Nesles, riuscendo a ritardare l'avanzata tedesca per quasi due ore finché non furono accerchiati. La colonna tedesca arrivò alla periferia di Boulogne quella sera e iniziò a bombardare e sondare le posizioni delle Guardie irlandesi a sud della città; gli irlandesi eliminarono il carro armato tedesco di testa e respinsero gli attacchi successivi, nonostante i tedeschi avessero travolto uno dei loro plotoni più avanzati. Nel frattempo, nelle prime ore del 23 maggio, i tedeschi attaccarono le posizioni delle Guardie gallesi lungo la costa da nord-est mentre cominciavano ad avvolgere la città, ma furono costretti a tornare indietro ogni volta. Brownrigg, dotato dell'unico collegamento di comunicazione con l'Inghilterra, partì con il suo staff alle 03:00 del 22 maggio sul cacciatorpediniere HMS Verity, senza informare Fox-Pitt. Solo poche truppe della 21e division d'infanterie furono in grado di schierarsi sulle posizioni di blocco vicino a Desvres prima che l'avanzata tedesca le raggiungesse: i francesi riuscirono a ritardare la 1. Panzer-Division qui per gran parte del 22 maggio, prima che Fox-Pitt venisse informato alle 04:00 del 23 maggio che i francesi erano stati costretti a ripiegare su Boulogne sotto gli attacchi dei carri armati tedeschi.

### 23 maggio

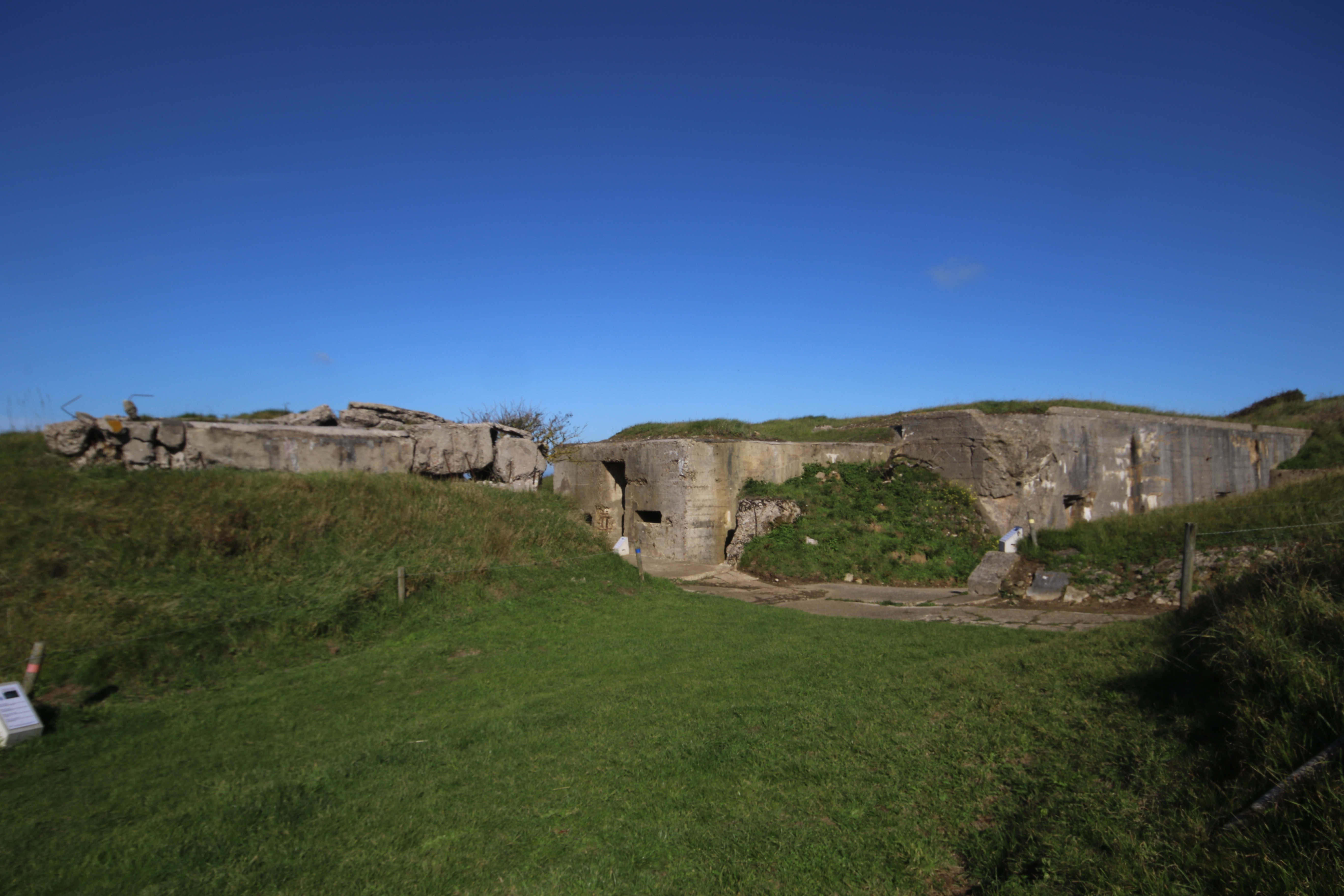
Veduta odierna di resti di Fort de la Crèche nei pressi di Boulogne

Un'ora dopo l'alba Fort de la Crèche vicino a Wimereux, a nord di Boulogne, fu catturato dalle truppe tedesche. La possibilità dell'arrivo di rinforzi alleati da Calais fu ostacolata dalla comparsa di carri armati tedeschi sul perimetro settentrionale, e Fox-Pitt si rese conto che avrebbe dovuto difendere il porto solo con i due battaglioni delle Guardie e le altre assortite truppe francesi e britanniche già presenti in città. L'AMPC fu frettolosamente setacciato alla ricerca di uomini con esperienza militare e armati di fucili presi dagli altri: gli 800 uomini dell'AMPC così raccolti furono spinti di corsa nel varco tra i due battaglioni delle Guardie, mentre altri 150 furono inviati a rinforzare le posizioni delle Guardie gallesi. Gli artiglieri dell'antiaerea che sorvegliavano le strade meridionali distrussero due carri armati tedeschi con i loro cannoni antiaerei da 93 mm e poi si ritirarono.
I tedeschi iniziarono un attacco a tenaglia sulle posizioni delle Guardie gallesi e irlandesi, e alle 10:00 la tenaglia meridionale, sostenuta dall'artiglieria e dal supporto aereo, rese ben presto insostenibili le posizioni britanniche lungo i pendii aperti intorno alla città, costringendo le guardie a ritirarsi nell'abitato Il VIII. Fliegerkorps della Luftwaffe, agli ordini del maggior generale Wolfram Freiherr von Richthofen, inviò bombardieri in picchiata Ju 87 "Stuka" a distruggere le fortificazioni di Boulogne, il che fu di grande aiuto per le forze attaccanti. Il cacciatorpediniere Vimy arrivò a mezzogiorno con una squadra di demolizione navale e la "Force Buttercup", una squadra costiera dei Royal Marine, iniziando l'imbarco dei feriti e del personale dell'AMPC. Il Vimy trasmise a Fox-Pitt, il cui contatto radio con l'Inghilterra era andato perso in precedenza nel corso della giornata, l'ordine di tenere Boulogne a tutti i costi. La Royal Navy e una flottiglia di cacciatorpediniere francesi guidata dal capitano Yves Urvoy de Portzamparc, composta dai grandi cacciatorpediniere Chacal e Jaguar con i più piccoli Fougueux, Frondeur, Bourrasque, Orage, Foudroyant, Cyclone, Siroco e Mistral, fornirono con i loro cannoni supporto di fuoco alle truppe alleate alla periferia della città.
Il comandante della 2. Panzer-Division scoprì che i britannici e i francesi a Boulogne stavano «combattendo tenacemente per ogni centimetro di terreno» e non riusciva a capire se gli Alleati stessero evacuando o rinforzando il porto. Durante una pausa degli scontri quel pomeriggio, il cacciatorpediniere HMS Keith attraccò e iniziò a imbarcare truppe dell'AMPC; un raid della Luftwaffe fu intercettato dagli Spitfire del No. 92 Squadron della Royal Air Force (RAF), ma il comandante del cacciatorpediniere britannico fu ucciso dalle schegge delle bombe. Altri raid aerei colpirono i cacciatorpediniere al largo: il Frondeur fu colpito e reso inutilizzabile dai bombardieri in picchiata "Stuka" del I./Sturzkampfgeschwader 77, l'Orage fu affondato e il cacciatorpediniere britannico Whitshed fu danneggiato da una bomba caduta nelle vicinanze. Cinque Spitfire del No. 92 Squadron furono abbattuti da caccia tedeschi (uno da un Messerschmitt Bf 109 e quattro da Messerschmitt Bf 110): due piloti britannici rimasero uccisi, due furono catturati e uno venne ferito.

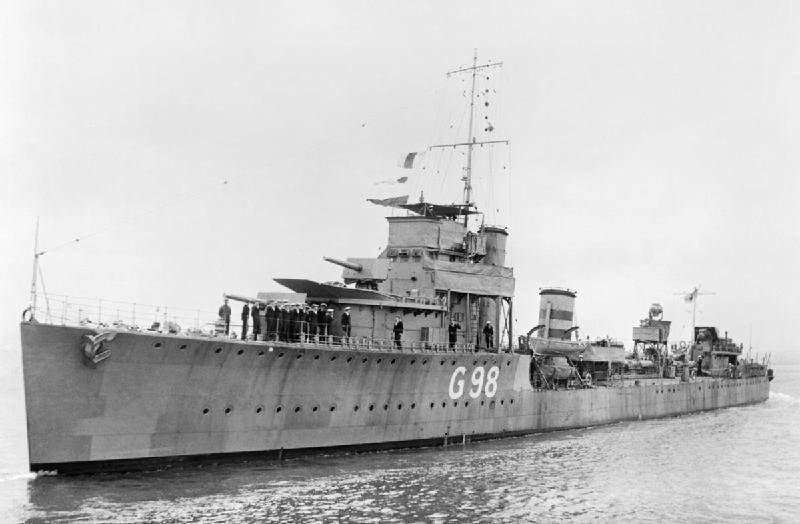
Il vecchio cacciatorpediniere HMS Venomous, varato all'epoca della prima guerra mondiale, partecipò all'evacuazione dei reparti britannici da Boulogne

Alle 15:00 Fox-Pitt aveva ritirato la sua brigata in posizioni all'interno della città, e spostato il suo quartier generale più vicino alla banchina per contattare meglio i cacciatorpediniere, il suo unico collegamento con Londra. Con l'artiglieria tedesca che spazzava i moli con un preciso fuoco diretto dagli osservatori, il generale britannico inviò un messaggio a Londra riferendo che la situazione era grave. Poco prima delle 18:00, il cacciatorpediniere Keith ricevette ordini per un'immediata evacuazione dei reparti britannici e la notifica che altri cinque cacciatorpediniere erano in rotta per il porto. Fox-Pitt decise di continuare con l'evacuazione dell'AMPC mentre le Guardie conducevano una ritirata combattente verso il porto, ma la comunicazione con le truppe britanniche sul perimetro era possibile solo tramite l'invio di staffette. I ponti tenuti dai britannici furono demoliti dai Royal Engineers prima che le Guardie irlandesi barricassero le strade con i veicoli e si ritirassero all'interno del porto. Gli 800 pionieri comandati da Dean furono gli ultimi a ritirarsi dal perimetro, poiché lo stesso Dean era lontano dal suo quartier generale quando giunsero gli ordini di ritiro: armati solo di fucili, i pionieri avevano sperato di ostacolare i tedeschi con barricate improvvisate e sostenevano di aver distrutto un carro armato accendendo della benzina sotto di esso. Dean usò le sue riserve per liberare due avamposti che erano rimasti isolati, dando luogo a feroci combattimenti corpo a corpo.
I cacciatorpediniere Vimiera e Whitshed diedero il cambio al Vimy e al Keith, imbarcando molti dei Marines e delle Guardie. Il porto era pieno di navi ma due gruppen ("gruppo", circa 30 aerei, simile a uno stormo della RAF) di "Stuka" non riuscirono a colpirne nessuna; le bombe che colpirono la banchina vicino al Vimy e al Keith causarono tuttavia alcune vittime. I cacciatorpediniere HMS Venomous e HMS Wild Swan arrivarono a loro volta e iniziarono a imbarcare la "Force Buttercup" e il resto delle Guardie irlandesi. Con i tedeschi in posizioni che dominavano il porto, le Guardie e le navi si impegnarono in un duello con l'artiglieria nemica; i carri armati tedeschi che avanzavano verso la banchina furono messi fuori combattimento dai cannoni da 120 mm del Venomous: un carro armato colpito in pieno si rigirò «più e più volte, come un bambino che fa la ruota di carro». I cannoni da campo tedeschi bombardarono il porto mentre il cacciatorpediniere HMS Venetia si muoveva attraverso lo stretto canale di ingresso, colpendolo diverse volte: scoppiò un incendio sulla nave, ma questa fece retromarcia e lasciò il posto al Venomous e al Wild Swan che partirono anch'esse in retromarcia, con il Venomous che sterzava con i suoi motori perché il timone si era bloccato.

### 24-25 maggio

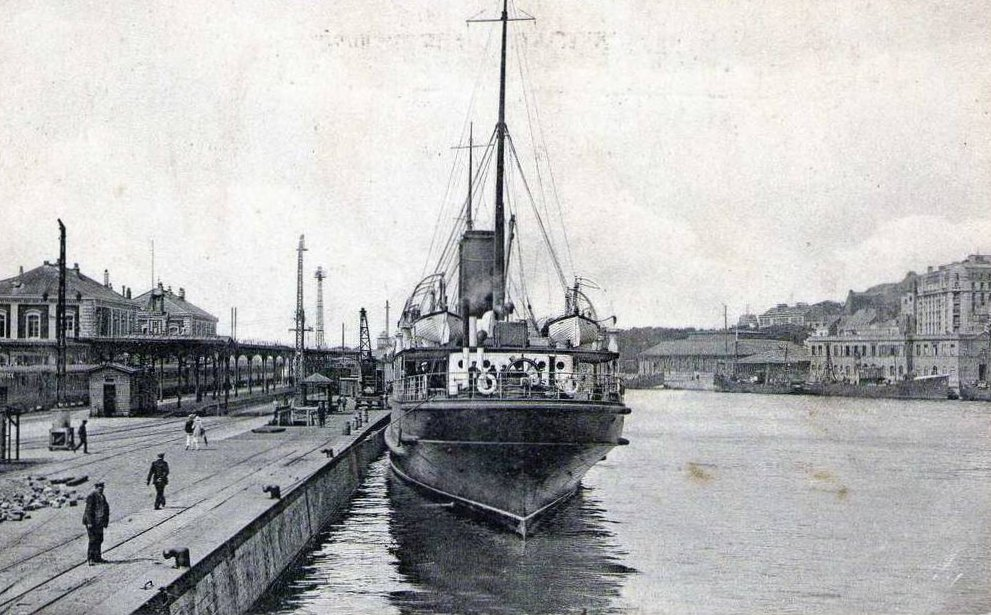
Una veduta degli anni 1930 della Gare Maritime di Boulogne, sito dell'ultima resistenza dei reparti britannici

Il cacciatorpediniere HMS Windsor arrivò dopo il tramonto del 23 maggio e fu in grado di continuare l'imbarco delle truppe. Dopo aver lasciato il porto, il capitano segnalò che c'erano ancora truppe britanniche che richiedevano l'evacuazione e il Vimiera fu rimandato indietro, arrivando a Boulogne all'01:30 del 24 maggio. La banchina era deserta ma quando il capitano chiamò con un megafono molti uomini uscirono dai nascondigli; l'equipaggio riuscì a farli salire a bordo, e quando il Vimiera arrivò a Dover alle 04:00 aveva a bordo 1400 uomini. Fox-Pitt e la maggior parte delle sue truppe furono evacuate con successo, ma circa 300 Guardie gallesi erano rimaste indietro; la mancanza di apparecchi radio lasciò tre delle compagnie avanzate delle Guardie fuori contatto e, quando queste scoprirono dell'evacuazione, due compagnie erano state tagliate fuori dai moli. Le compagnie si divisero in gruppi più piccoli e tentarono di fuggire verso nord-est. Lanquetot era di stanza nella Haute Ville, in attesa dell'arrivo degli elementi della 21e division; quando scoprì che il grosso della sua divisione era stato disperso dagli attacchi tedeschi, organizzò la difesa della città come meglio poté.
Gli attacchi tedeschi sferrati alla città alle 18:00 e alle 20:00 del 24 maggio furono respinti, e venne riferito che alcuni carri armati tedeschi erano stati distrutti. La Marina francese continuò a supportare la guarnigione con il fuoco dei cacciatorpediniere, ma il Fougueux e il Chacal furono danneggiati da attacchi della Luftwaffe; il Chacal fu affondato il giorno dopo dall'artiglieria tedesca. Durante la notte, circa 100 soldati francesi tentarono di irrompere fuori dall'accerchiamento per dirigere verso Dunkerque, ma fallirono. All'alba del 25 maggio i tedeschi lanciarono un ultimo assalto usando granate e lanciafiamme, supportati dal fuoco dei cannoni da 88 mm; alle 08:30 Lanquetot si arrese. Le truppe tedesche furono supportate dagli attacchi degli "Stuka" dello Sturzkampfgeschwader 2 (StG 2), i quali ridussero in macerie la città; quattro aerei tedeschi andarono perduti su Boulogne e Calais in scontri con i caccia britannici.
L'ultima unità britannica rimasta a Boulogne era la 3ª Compagnia delle Welsh Guards agli ordini del maggiore Windsor Lewis: la compagnia non raggiunse i moli fino all'alba del 24 maggio e, a quel punto, il Vimiera se ne era già andato. Lewis prese il comando di un grande gruppo di sbandati rifugiati nei capannoni sul molo, composto da guardie, 120 fanti francesi, 200 soldati dell'AMPC, 120 Royal Engineers e 150 rifugiati civili; la maggior parte dei pionieri dell'AMPC era disarmata. Quando i capannoni finirono sotto il fuoco tedesco, Lewis spostò il gruppo nella Gare Maritime (la stazione ferroviaria del porto) e fece costruire barricate di sacchi di sabbia; la sera del 24 maggio, sotto il fuoco di carri armati e mitragliatrici, respinse un gruppo tedesco che si era avvicinato al molo su una barca. Senza cibo, a corto di munizioni e senza alcuna speranza di evacuazione, la forza si arrese alle 13:00 del 25 maggio. I tedeschi catturarono 5000 soldati alleati a Boulogne, la maggior parte dei quali erano francesi; molti dei prigionieri furono subito messi al lavoro per riparare le fortificazioni del porto per resistere a un possibile assalto anfibio britannico.

## Conseguenze
Nella storia ufficiale britannica della guerra, Lionel Ellis scrisse che la battaglia mostrò «quanto facilmente possano sorgere incomprensioni tra alleati in una situazione così confusa». La 20th Guards Brigade si era ritirata verso la periferia di Boulogne la mattina del 23 maggio, dopo aver resistito ad attacchi da tutti i lati dalle 7:30 del mattino; Lanquetot segnalò che i britannici si stavano ritirando precipitosamente, forse ignaro di quanto ferocemente la ritirata fosse contestata. La comunicazione tra Fox-Pitt e il quartier generale francese alla Cittadella fu interrotta dall'avanzata tedesca tra questa e le posizioni delle Guardie nella città bassa; Fox-Pitt ricevette l'ordine di evacuare le truppe britanniche ma non quelle francesi. La mattina del 24 maggio, quando Lanquetot scoprì che i britannici se ne erano andati, i francesi si lamentarono a proposito della "diserzione" degli alleati; dal punto di vista dei britannici, le Guardie erano state inviate a Boulogne con un breve preavviso al fine di tenere un porto per l'evacuazione della BEF, e quando ciò divenne inutile a causa della scelta di Dunkerque come porto per l'evacuazione i due battaglioni, insufficienti per tenere la città, furono ritirati.
Le accuse secondo cui i britannici avevano disertato abbandonando i francesi a Boulogne potrebbero aver influenzato Winston Churchill nell'ordinare alla guarnigione di Calais di combattere fino alla fine durante l'assedio in corso dal 22 maggio; nella sua storia della seconda guerra mondiale, Churchill scrisse che «si rammaricava dell'evacuazione» di Boulogne. La decisione fu controversa, poiché i reparti britannici a Calais avrebbero potuto essere evacuati dopo aver rallentato l'avanzata tedesca verso Dunkerque.
Ellis scrisse che il ritardo di cinque ore dell'attacco del XIX. Armeekorps a Boulogne il 22 maggio, ordinato dal Generaloberst Ewald von Kleist, vene poi criticato nel diario di guerra del corpo: mantenere la 10. Panzer-Division in riserva durante gli attacchi a Boulogne e Calais significò che la linea del Canale Aa, il perimetro occidentale delle difese di Dunkerque, non potesse essere attaccata simultaneamente; senza il ritardo, inoltre, i tedeschi avrebbero potuto interrompere sul nascere i preparativi della 20th Guards Brigade per la difesa di Boulogne. Il lungo fianco esposto delle forze tedesche sulla Somme, l'incerta presa tedesca su Amiens e Abbeville e il possesso alleato di Arras significavano che la situazione vantaggiosa di cui godevano i tedeschi il 22 maggio avrebbe potuto cambiare a vantaggio degli Alleati; il ritardo tedesco non fu tuttavia eccessivo, poiché von Kleist non poteva sapere se il contrattacco alleato ad Arras fosse terminato o no. Nel 1954 lo storico navale Stephen Roskill scrisse che il ritardo nell'avanzata del XIX. Armeekorps verso Dunkerque, cui la difesa di Boulogne «contribuì senza dubbio a tale scopo», aiutò gli Alleati nella successiva battaglia di Dunkerque (26 maggio-4 giugno).